# Bạc Châu
Bạc Châu (chữ Hán giản thể: 亳州市, bính âm: Bózhōu, Hán Việt: Bạc Châu thị) là một địa cấp thị của tỉnh An Huy, Cộng hòa Nhân dân Trung Hoa. Bạc Châu có diện tích 8394 km², dân số 5.300.000 người (2004). Về mặt hành chính, địa cấp thị Bạc Châu được chia thành các đơn vị hành chính gồm 1 quận, 3 huyện. 
- Quận: Tiếu Thành (谯城区)
- Huyện: Qua Dương (涡阳县), Mông Thành (蒙城县), Lợi Tân (利辛县).

Rất nhiều sách báo tiếng Việt phiên sai tên này thành Hào Châu, vì mặt chữ gần giống nhau: Bạc (亳; pinyin: bó) và Hào (毫; pinyin: háo). Ví dụ như bài về Trần Đoàn do Nguyễn Tiến Đoàn - Trần Thanh Loan - Hoàng Điệp viết, trong cuốn Almanac những nền văn minh thế giới (bài được chép ở đây).
Hào Châu thật sự (濠 州) cũng thuộc tỉnh An Huy, nay là địa phận các huyện Phượng Dương, Định Viễn, thành phố cấp huyện Minh Quang thuộc thành phố cấp địa khu Trừ Châu và một phần Bạng Phụ.